# Itzlings
Itzlings ist ein Gemeindeteil der Gemeinde Hergatz im bayerisch-schwäbischen Landkreis Lindau (Bodensee).

## Geographie
Das Dorf liegt circa 1,5 Kilometer nordöstlich des Hauptorts Hergatz und es ist Teil der Region Westallgäu. Westlich der Ortschaft verlaufen die Bundesstraße 32 sowie die Bahnstrecke Kißlegg–Hergatz. Im Süden die Bundesstraße 12 sowie die Bahnstrecke Buchloe–Lindau.

## Ortsname
Der Ortsname stammt vermutlich von den Personennamen Uozilin oder Uzilin ab.

## Geschichte
Itzlings wurde erstmals urkundlich im 1283 als Izilinz erwähnt. Die Wallfahrtskapelle Maria-Hilf wurde im Jahr 1678 vom fußkranken Zimmerer Georg Sohler erbaut. In den Jahren 1617 und 1818 wurden jeweils sieben Wohngebäude im Ort gezählt.

## Baudenkmäler
Siehe: Liste der Baudenkmäler in Itzlings